# Suheir Hammad
Suheir Hammad (n. 25 octombrie 1973, Amman, Iordania) este o poetă, scriitoare, actriță și activistă de origine palestinană, care trăiește în Statele Unite ale Americii. Aceasta s-a născut în Amman, Iordania, părinții săi fiind refugiați palestinieni care au imigrat în Brooklyn, New York, atuci când Hammad avea vîrsta de cinci ani. 
Copilărind în Brooklyn, Hammad a fost influențată de scena hip-hop dar și de poveștile părinților, legate de locurile de origine ale familiei sale. Aceștia proveneau din orașul Lydda, de unde au fugit în 1948 când teritoriile respective au fost ocupate, devenind ulterior parte din statul Israel, fapt ce a determinat migrația forțată a populației palestinene. Familia lui Hammad  s-a refugiat inițial în Gaza, după care în Iordania, pentru ca mai târziu să emigreze definitiv SUA. Toate aceste contexte disparate și-au pus amprenta asupra lui Hammad, fiind ulterior transpuse în opera acesteia, care abordează teme legate de deposedare și exil, ca imigrantă, ca palestiniană și ca musulmană, dar mai ales ca femeie care luptă cu stereotipurile și sexismul caracteristice societății în care trăim. 

## Biografie
Părinții lui Hammad au familiarizat-o pe aceasta, încă de timpuriu, atît cu învățăturile Coranului, cu interesul pentru poezie dar și cu istoria și cultura poporului palestinian. Scrierile Coranului au rămas o bază importantă pentru Hammad, care le-a dat propria semnificație, folosindu-le adesea în textele sale. 
Din familie, aceasta a intrat în contact cu povești legate de viața părinților și bunicilor săi din Palestina, conturându-și încă de la o vârstă fragedă un sentiment al rătăcirii, datorat în principal istoriei de refugiu al familiei și a dificultăților întâmpinate atunci când au fost nevoiți să se stabilească într-un loc nou. 
Copilărind în Statele Unite, aceasta a experimentat pe propria piele ce înseamnă să fii refugiat, o “minoritate între minorități”, fiind martora violențelor interetnice și a problemelor identitare cu care se confrunta populația diversă din Brooklyn.  
Suheir Hammad s-a simțit adesea marginalizată datorită identității sale etnice și religioase, găsind un refugiu în lectură și scriere. Acesata mărturisește că obișnuia să discute cu copiii din cartier și să asculte poveștile acestora, adesea  similare cu propria sa poveste. Transpunând toate aceste informații în scris, Hammad și-a dezvoltat în timp un stil propriu de scriere.  Aceasta consideră că cele mai bune scrieri sunt acelea care se inspiră din propria experiență a autorului, în raport cu cultura și contextul politic în care trăiește.  Într-un interviu acordat lui Christopher Brown aceasta afirmă: “Părinții mei mi-au expus toată această istorie a dezrădăcinării și mi-au vorbit despre criza refugiaților din lume...iar apoi am mers la școală, unde acest discurs nu exista, ci dimpotrivă, acolo am intrat în contact cu niște idei opuse – precum aceea că palestinienii sunt violenți și anti-evrei, prin natura lor.”
Suheir Hammad a studiat la Hunter College din Staten Island, axându-se foarte mult pe aprofundarea diferențelor culturale și de gen. În timp, aceasta a ajuns să fie dezamăgită de mediul academic, axându-se mai mult pe poezie și literatură și abandonând studiile universitare. 

## Poezia și literatura
Deși nu a locuit niciodată în Palestina, Suheir Hammad s-a declarat întotdeauna foarte apropiată de poporul palestinian, înțelegând atât trecutul cât și prezentul acestora. Ca femeie care trăiește în America, aceasta s-a simțit privilegiată pentru că a putut ca, prin intermediul poeziei, să dea voce unor sentimente dintre cele mai diverse. Într-un interviu acordat Laurei Flanders, aceasta mărturisește că este conștientă de reputația pe care o au musulmanii care trăiesc în Occident, precum și de sentimentul de teamă insuflat acestora cu multe ocazii de-a lungul istoriei. Cu toate acestea, Hammad își exprimă identitatea etnică și religioasă în toate operele sale, considerând că poezia reprezintă o punte care îi permite să facă legătura între toate aceste constructe identitare. 
Born Palestinian, Born Black este prima carte publicată de Suheir Hammad la vremea când avea 22 de ani. Aceasta își descrie experiențele de viață, titlul cărții dorindu-se a fi un mesaj pozitiv, care vizează capacitarea comunității de culoare din America, dar și din alte colțuri ale lumii. 
Drops of this Story este scrisă ca un jurnal/memoir, despre o persoană care se definește atât ca palestiniană cât și ca americană, dând voce unor gânduri și reflecții formulate pe baza experienței personale. Aceasta atinge și alte teme, precum cea a sexismului, a violenței și a provocărilor cu care se confruntă femeile. 
Breaking Poems este un volum de versuri, inspirate din tragicul război dintre Liban și Israel, care a culminat cu bombardarea Beirutului.  În textele sale, aceasta vorbește despre sentimentul de deziluzie și devastare sufletească pe care le-a trăit, fiind incapabilă de a pune cuvintele pe hârtie atunci când descria ura și consecințele atacurilor la care a fost supusă populația palestiniană. 
ZaatarDiva este un volum de poezie care se axează preponderent pe experiența musulmanilor din societatea americană. În poezia Mike Check, Hammad descrie experiențele din aeroport la care a fost adesea supusă, fiind interogată și percheziționată aleator. Totodată, aceasta conturează o imagine a stereotipurilor americane care îi vizează pe musulmani, ura pe care o resimte în raport cu aceste situații, versurile sale fiind adesea o defulare a unor trăiri comune multor imigranți din societățile occidentale. 

### Teme abordate în poezie și proză
Scrierile lui Suheir Hammad, ating o multitudine de teme precum:
- multiculturalismul și efectele sale asupra păcii mondiale, situația imigranților din America, critica culturii americane și a culturii arabe, dar totodată și atașamentul față de ambele culturi cu care Hammad se identifică.
- dificultățile vieții urbane și segregarea spațială
- rasismul, sexismul, homofobia, xenofobia și lupta pentru dreptate socială, mai ales în ceea ce privește femeile de culoare

Operele lui Hammad au căpătat o semnificație aparte mai ales după atentatele din 2001. Poeziile sale vorbesc  din perspectiva unei persoane care este atât musulmană cât și americană, contribuind semnificativ la conturarea unei noi perspective asupra celor care se definesc prin intermediul a două culturi, proiectate ca fiind în opoziție. 
Poemul „First Writing Since” i-a determinat pe cei de la HBO să o selecteze pentru un program intitulat Def Poetry Jam, care avea să îi aducă notorietatea la nivel internațional.

## Activismul politic
Prin scrierile sale, Suheir Hammad își exprimă viziunea politică asupra lumii, conturând o imagine a dificultăților cu care se confruntă migranții, precum și a modalității prin care aceștia încearcă să se adapteze unor contexte în care sunt priviți dintr-o perspectivă a alterității. Aceasta consideră că, prin lectură, oamenii devin mai conștienți de realitatea altora și totodată, mai conștienți de mișcările politice din jurul lor. În poeziile sale, Hammad își exprimă adesea atașamentul pentru cultura palestiniană, criticând totodată multe aspecte dintr-o perspectivă feministă a unui personaj care trăiește între două culturi. 
Hammad și-a citit poeziile în diferite țări, în librării, galerii, muzee și universități. A organizat ateliere de scriere cu tineri și cu profesori, în diverse școli și centre comunitare. De-a lungul timpului, aceasta și-a adus aportul  în campanii pentru eliberarea prizonierilor politici (ex. Campania pentru eliberarea lui Mumia Abu Jamal, acuzat de uciderea unui polițist în Philadelphia), pentru stoparea violenței domestice și a abuzurilor sexuale, a homofobiei, a brutalității polițienești, a imperialismului guvernamental, susținând totodată cauza oamenilor fără adăpost, precum și promovarea drepturilor omului și a drepturilor studenților. 
Aceasta este o figură marcantă a scenei de hip-hop din New York, scrierile sale fiind difuzate prin intermediul BBC World Service și Radio Pacifica, unde aceasta își manifestă adesea susținerea pentru cauze precum lupta pentru autodeterminare a poporului palestinian.

## Cinematografie
În primul său rol ca și actriță, în filmul Salt of this Sea, Suheir Hammad apare în rolul unei tinere de origine palestiniană care trăiește în Statele Unite și care merge în Palestina, încercând să își găsească rădăcinile. Personajul este inspirat din propriile trăiri ale lui Hammad, explorând viața palestinienilor din teritoriile palestiniene ocupate (Cisiordania) în raport cu privilegiile asociate statutului de cetățean american.

## Film și video
- Lest We Forget (2003) - Narator
- The Fourth World War (2004) - Narator
- Salt of this Sea (2008) - Soraya
- When I Stretch Forth Mine Hand (2009) - versuri
- Into Egypt (2011) - Writer and Performer

## Piese produse
- breaking letter (s) (2008) New WORLD Theater
- Blood Trinity (2002) The New York Hip Hop Theater Festival
- ReOrientalism (2003)
- Libretto by Suheir Hammad

## Premii
- The Audre Lorde Writing Award, Hunter College (1995, 2000)
- The Morris Center for Healing Poetry Award (1996)
- New York Mills Artist Residency (1998)
- Van Lier Fellowship (1999)
- The 2001 Emerging Artist Award, Asian/Pacific/American Studies Institute at NYU
- Tony Award – Special Theatrical Event – original cast member and writer for Russell Simmons Presents Def Poetry Jam on Broadway (2003)
- Suheir is also a talent associate for the Peabody Award winning HBO show Russell Simmons Presents Def Poetry (2003)
- The 2009 American Book Awards[4]

## Lucrări
- Born Palestinian, Born Black. Harlem River Press, 1996, ISBN 0-86316-244-4.[5]
- Drops of This Story Harlem River Press, 1996.
- Zaatar Diva Cypher Books, 2006, ISBN 1-892494-67-1
- Breaking Poems Cypher Books, 2008, ISBN 978-0-9819131-2-4

## Publicații periodice
- The Amsterdam News
- Black Renaissance/Renaissance Noire
- Brilliant Corners
- Clique
- Drum Voices Revue
- Essence
- Long Shot
- Atlanta Review
- Bomb
- Brooklyn Bridge
- Fierce
- STRESS Hip-Hop Magazine
- Quarterly Black Review of Books
- Color Lines
- Spheric
- The Olive Tree Review
- The Hunter Envoy
- Meridians
- Signs

## Antologii
- In Defense of Mumia (Writers and Readers)
- New to North America (Burning Bush Press)
- The Space Between Our Footsteps (Simon & Schuster)
- Identity lessons (Penguin)
- Listen Up! (Ballantine)
- Post Gibran: Anthology of New Arab-American Writing (Jusoor Press)
- Becoming American (Hyperion)
- Bum Rush the Page (Three Rivers Press)
- The Poetry of Arab Women (Interlink Books)
- Voices for Peace (Scribner)
- Another World is Possible (Subway & Elevated Press)
- 33 Things Every Girl Should Know About Women’s History (Crown)
- Trauma at Home (Bison Press)
- Sing, Whisper, Shout, Pray!; Feminist Visions for a Just World (Edge Work)
- Russell Simmons Presents Def Poetry Jam on Broadway (Atria)
- Short Fuse, The Global Anthology of New Fusion Poetry, edited by Swift & Norton; (Rattapallax Press)
- Word. On Being a (Woman) Writer, edited by Jocelyn Burrell; (The Feminist Press)